# Linnaemya bella
Linnaemya bella là một loài ruồi trong họ Tachinidae.